# Biloțerkivți, Pîreatîn
Biloțerkivți (în ucraineană Білоцерківці) este localitatea de reședință a comunei Biloțerkivți din raionul Pîreatîn, regiunea Poltava, Ucraina.

## Demografie
Componența lingvistică a localității Biloțerkivți
     Ucraineană (98,06%)
     Rusă (1,94%)
Conform recensământului din 2001, majoritatea populației localității Biloțerkivți era vorbitoare de ucraineană (98,06%), existând în minoritate și vorbitori de rusă (1,94%).